# Nino Cogolli
Nino Cogolli (all'anagrafe Nino Cesare Cogolli) (Loiano, 7 luglio 1906 – Forlì, 7 luglio 1991) è stato un calciatore italiano, di ruolo attaccante.

## Carriera
Ha giocato 6 partite nella Divisione Nazionale 1928-1929 e 2 nella Serie A 1929-1930 con la maglia del Bologna.

## Palmarès

### Club

#### Competizioni nazionali
- Campionato italiano: 1

Bologna: 1928-1929
- Prima Divisione: 1

Forlì: 1931-1932